# Kristinn Andrésson

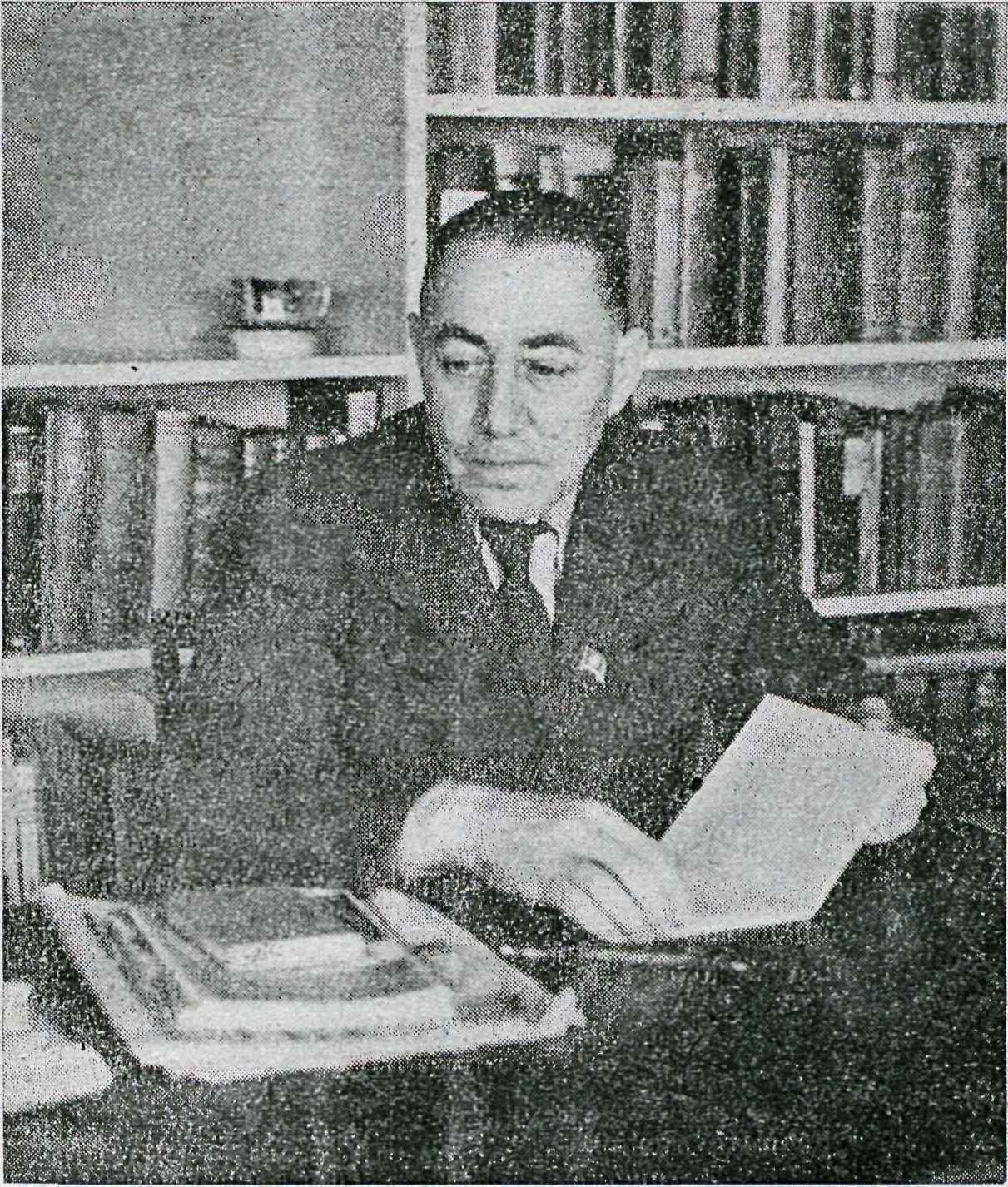
Kristinn Eyjólfur Andrésson ca 1951.

Kristinn Eyjólfur Andrésson, född 12 juni 1901 i Helgustaðir, död 21 augusti 1973 i Reykjavík, var en isländsk litteraturkritiker och förlagsman.
Kristinn Andrésson tog examen från Menntaskólinn í Reykjavík 1922, och studerade därefter isländska studier vid Islands universitet, där han blev fil. mag. 1928. Åren 1927–1929 arbetade han som lärare på Island, för att sedan fortsätta sina studier i tysk litteratur i Kiel, Berlin och Leipzig 1929–1931.
Efter att ha arbetat som bibliotekarie vid Islands nationalbibliotek 1931–1932 grundade han bokförlaget Heimskringla 1933. År 1937 grundade Kristinn litteratursällskapet Mál og menning ("Språk och kultur") tillsammans med bl.a. Halldór Laxness, Halldór Stefánsson och Sigurður Thorlacius. Han var även redaktör för litteraturtidskriften Tímarit Máls og menningar mellan 1940 och 1971.
Kristinn var 1942–1946 ledamot av Alltinget för Förenade folkpartiet – Socialistpartiet (Sameiningarflokkur alþýðu – Sósíalistaflokkurinn). Bland Kristinn Andréssons arbeten är Det moderna Islands litteratur 1918–1948 (Íslenzkar nútímabókmenntir 1918–1948, 1949) översatt till svenska.